# Elecciones generales de Guatemala de 1954
Las elecciones generales de Guatemala de 1954 se llevaron a cabo el 10 de octubre de 1954. Consistieron de elecciones para una Asamblea Nacional Constituyente y un plebiscito sobre la presidencia de Carlos Castillo Armas. 
Según los resultados oficiales, el 99,92% del electorado votó a favor de la presidencia de Castillo Armas. Las elecciones legislativas fueron ganadas por el Frente Anticomunista Nacional que obtuvo 57 de los 65 escaños en la Asamblea Nacional Constituyente.

## Resultados

### Plebiscito
| Opciones                | Votos     | %     |
| ----------------------- | --------- | ----- |
| A favor                 | 485,699   | 99.92 |
| En contra               | 400       | 0.08  |
| Votos inválidos/blancos |           | -     |
| Total                   | 486.099   | 100   |
| Población registrada    | 689.985   |       |
| Población total         | 3.180.000 |       |
| Fuente: Holden, 2004    |           |       |

### Elecciones legislativas
| Partidos y alianzas                                        | Votos     | % | Escaños |
| ---------------------------------------------------------- | --------- | - | ------- |
| Frente Anticomunista Nacional (FAN)                        |           |   | 57      |
| Comité de Estudiantes Universitarios Anticomunistas (CEUA) |           |   | 2       |
| ACCA                                                       |           |   | 2       |
| Partido Independiente Anticomunista Occidental (PIACO)     |           |   | 2       |
| Independientes                                             |           |   | 2       |
| Votos inválidos/blancos                                    |           | - | -       |
| Total                                                      |           | - | 65      |
| Población registrada                                       | 689.985   |   | -       |
| Población total                                            | 3.180.000 |   | -       |
| Fuente: Ebel, 1998                                         |           |   |         |